# Барбађуло II (Бриндизи)
Барбађуло II (итал. Barbagiulo II) је насеље у Италији у округу Бриндизи, региону Апулија.
Према процени из 2011. у насељу је живело 31 становника. Насеље се налази на надморској висини од 347 м.